# دریاچه نمی
دریاچه نِمی ( ایتالیایی: Lago di Nemi، لاتین: Nemorensis Lacus) یک دریاچه آتشفشانی مدور کوچک در منطقه لاتزیو ایتالیا است، ۳۰ کیلومتر (۱۹ مایل) جنوب رم. سطح آن ۱٫۶۷ کیلومتر مربع (۰٫۶۴ مایل مربع) است و حداکثر عمق ۳۳ متر (۱۰۸ فوت). لاشه کشتی‌های نمی در این دریاچه کشف شد.

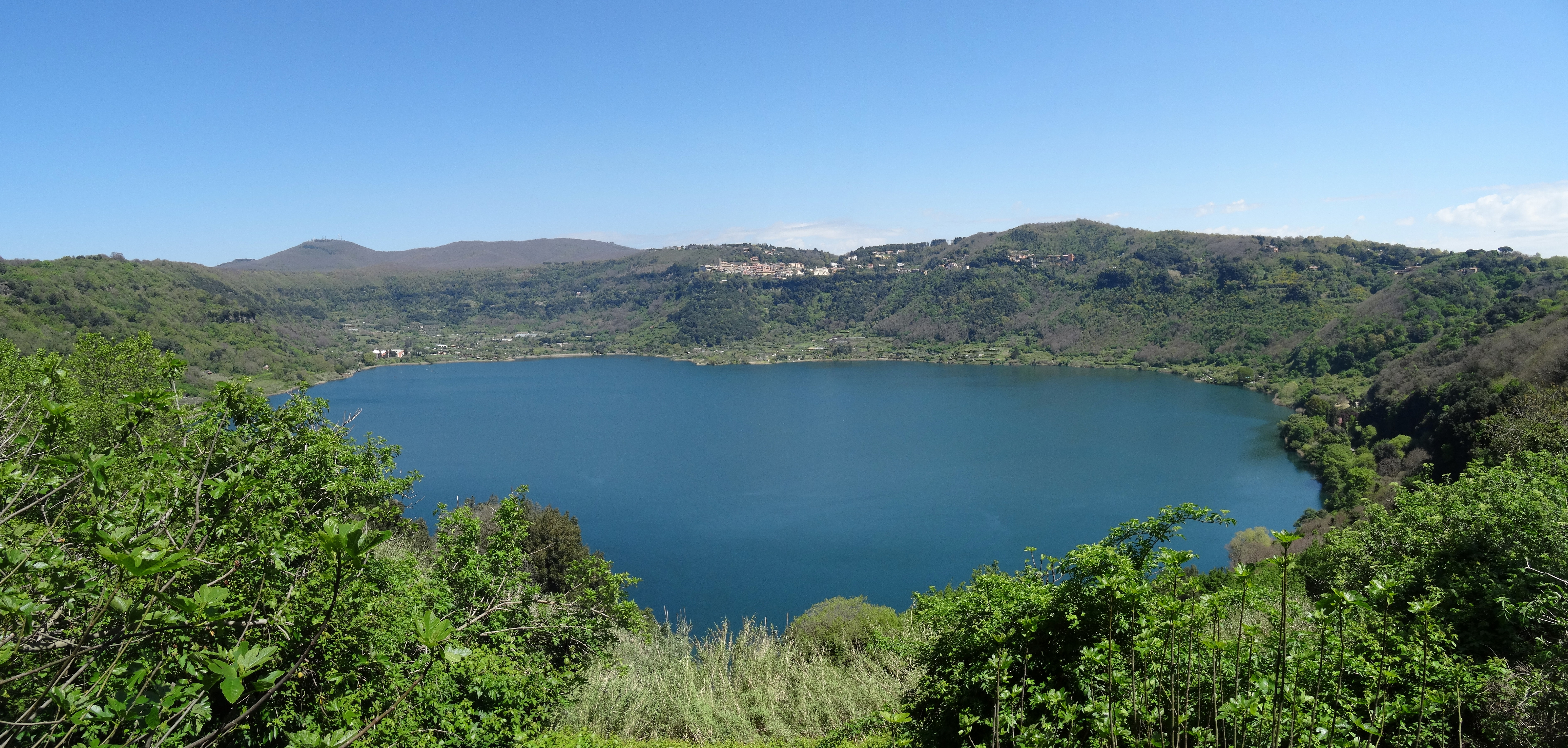
نمایی از دریاچه نیمی

1. ↑  «Nemi Ships: How Caligula's Floating Pleasure Palaces Were Found and Lost Again».